# Qazi Abdul Waheed
Qazi Abdul Waheed (1922.) je bivši pakistanski hokejaš na travi.
Nastupio je na hokejaškom turniru na Olimpijskim igrama 1952. u Helsinkiju je igrao za Pakistan, koji je osvojio 4. mjesto.

## Vanjske poveznice
- Profil na Sports Reference.com[neaktivna poveznica]